# Klokjesgentiaan
De klokjesgentiaan (Gentiana pneumonanthe) is een plant die behoort tot de gentiaanfamilie (Gentianaceae). De plant komt van nature voor in Eurazië. In Nederland staat de plant op de Nederlandse Rode Lijst van planten als algemeen voorkomend maar sterk afgenomen. In Nederland is de plant vanaf 1 januari 2017 niet meer wettelijk beschermd.

## Kenmerken
De plant wordt 15-60 cm hoog. De bladeren zijn niet breder dan 1 cm, lijn- tot lancetvormig en hebben een tot drie nerven. De rand van het blad is meestal iets omgerold. Het onderste blad is niet tot een lange schacht vergroeid.
De klokjesgentiaan bloeit van juli tot september met alleenstaande of twee bij elkaar zittende, donkerhemelsblauwe, 4-5 cm lange bloemen, die aan de buitenkant vijf groene strepen hebben en aan de binnenkant groen gestippeld zijn. Soms kunnen de bloemen ook wit zijn. De bloemen zitten in de bladoksels en aan het eind van de stengel.
De vrucht is een doosvrucht. De kleine, lichte zaden zijn ongevleugeld.
De plant komt voor in blauwgrasland, tussen kort gras, heide en veenmoerassen op natte, zure grond.
De klokjesgentiaan is een waardplant voor het gentiaanblauwtje (Phengaris alcon), dat de eitjes afzet op de ongeopende bloemen. Ook de rupsen van de nachtvlinders Nemophora violaria en de gentiaanvedermot  (Stenoptilia pneumonanthes) komen op klokjesgentiaan voor.

## Plantengemeenschap
Klokjesgentiaan is een indicatorsoort voor het vochtig heischraal grasland, een karteringseenheid in de Biologische Waarderingskaart (BWK) van Vlaanderen en het Brussels Hoofdstedelijk Gewest met als code 'hmo'.

## Toepassingen
De plant werd vroeger toegepast bij besmettelijke ziekten en bij de behandeling van insectenbeten. De bloemen kunnen worden gebruikt voor het vervaardigen van blauwe verfstof.

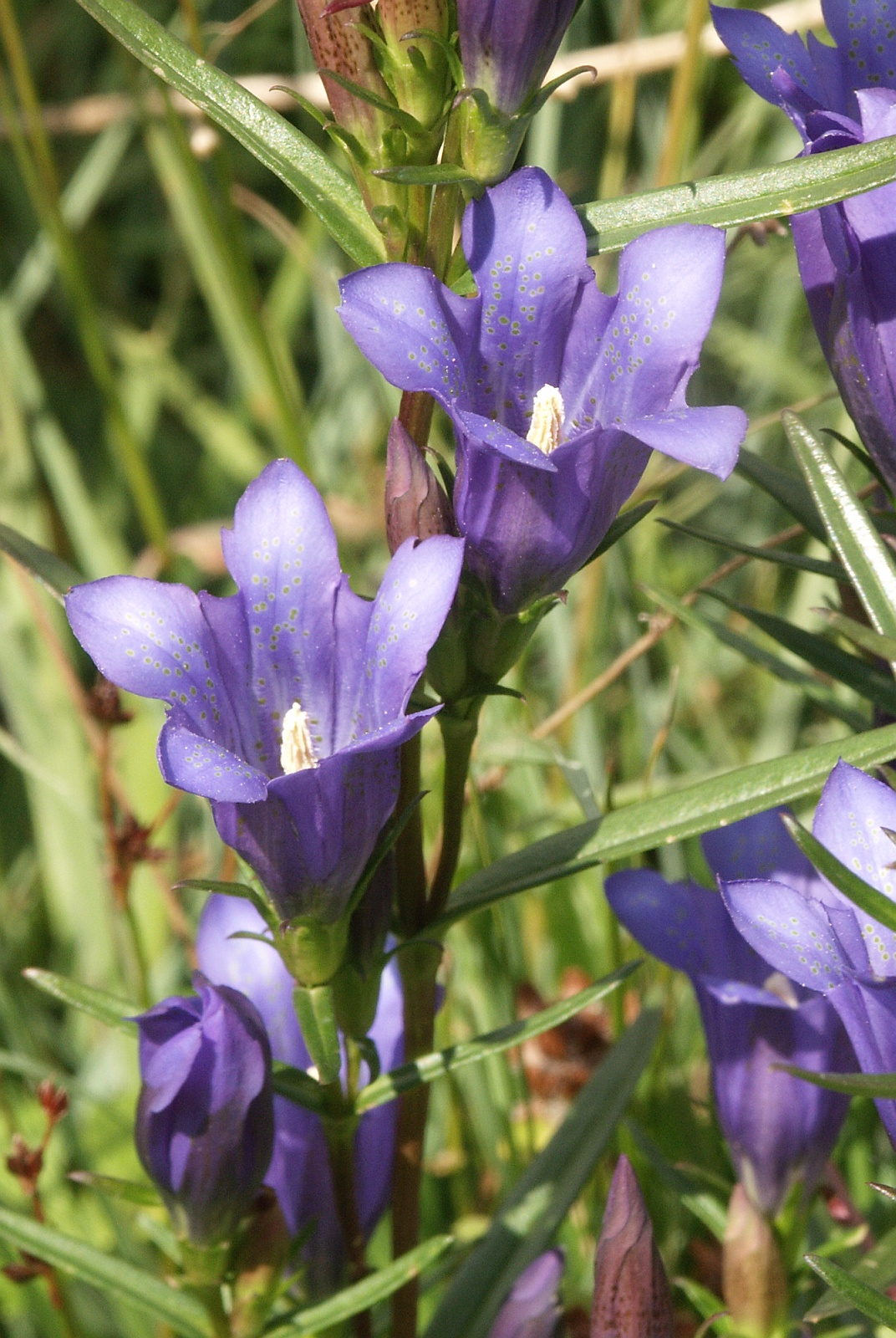
Klokjesgentiaan in de Schwäbische Alb
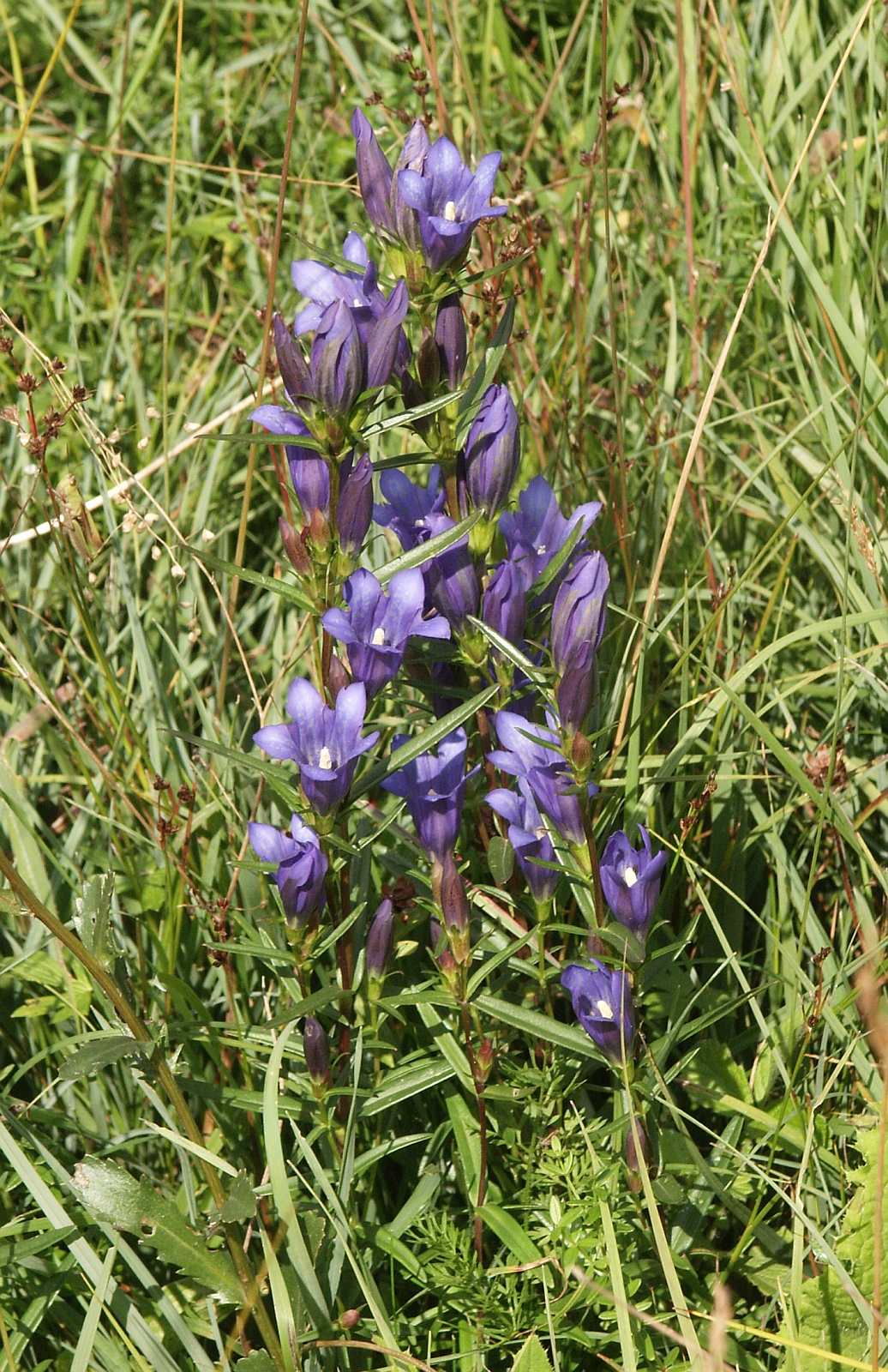
Klokjesgentiaan in de Schwäbische Alb

... · 
G. acaulis (Kochs gentiaan) · 
G. angustifolia (Smalbladige gentiaan) · 
G. asclepiadea (Zijdeplantgentiaan) · 
G. bavarica (Beierse gentiaan) · 
G. clusii (Grootbloemige gentiaan) · 
G. cruciata (Kruisbladgentiaan) · 
G. lutea (Gele gentiaan) · 
G. nivalis (Sneeuwgentiaan) · 
G. pneumonanthe (Klokjesgentiaan) · 
G. punctata (Gestippelde gentiaan) · 
G. purpurea (Purpergentiaan) · 
G. sino‑ornata (Chinese herfstgentiaan) · 
G. terglouensis (Triglav-gentiaan) · 
G. utriculosa (Blaasgentiaan) · 
G. verna (Voorjaarsgentiaan) · 
· ...